# К-371
К-371, Б-371 — советская атомная подводная лодка проекта 671РТ «Сёмга», служившая на Северном флоте в 1974—1996 годах.

## История
К-371 зачислена в списки кораблей флота 5 февраля 1971 года. Лодка была заложена на судостроительном завода «Красное Сормово» в Горьком 27 февраля 1973 года под заводским номером 802, а 30 июля 1974 года спущена на воду. Тем же летом К-371 переведена по внутренним водным путям на базу завода в Северодвинске для прохождения сдаточных испытаний, временно входила в состав 3-й дивизии подводных лодок. 30 сентября был подписан приёмный акт, а 15 ноября лодка включена в состав Северного флота и вошла в состав 33-й дивизии подводных лодок с базированием на Западную Лицу.
После ряда боевых выходов в море в 1980 году лодка включена в состав 6-й дивизии подводных лодок. В мае-декабря 1981 года К-371 проходил текущий ремонт с перезарядкой активной зоны на СРЗ-10 в Полярном. Далее лодка продолжила службу.
В декабре 1985 года К-371 включили в состав формирующейся 24-й дивизии подводных лодок. В январе 1989 года её вновь перевели на СРЗ-10 в Полярном, поставив на средний ремонт с планировавшимся окончанием в 1993 году.
3 июня 1992 года лодка была отнесена к подклассу АБПЛ и переименована в Б-371, а в июле того же года торжественно сменила Военно-морской флаг СССР на Андреевский флаг. 31 июля 1996 года всё ещё стоявшую на ремонте лодку в связи с отсутствием финансирования исключили из состава ВМФ России для демонтажа и утилизации. Утилизация с созданием трёхотсечного блока завершилась в 2002 году, в 2007 году блок разделан до одного отсека и в дальнейшем установлен на суше в пункте долговременного хранения в Сайда-губе.

## Боевые службы
- 1975 год
- 1976 год
- Июль 1979 года — в Гренландском море
- 1980 год — в Гренландском море
- Март 1981 — в Норвежском и Баренцевом морях
- 1983 год — в Арктических районах
- август-октябрь 1983 года — в Средиземном море

## Командиры
Командиры экипажа К-371 (в/ч 36148)
- 1972—1975 — капитан 1 ранга Савельев Г. В.
- 1975—1977 — капитан 2 ранга, затем — 1 ранга Ильин В. Н.
- 1977—1982 — капитан 2 ранга, затем — 1 ранга Гордов Б. Г.
- 1982—1983 — Андрейчиков А. Ф.
- 1983—1987 — капитан 2 ранга Близнюк С. А.
- 1987—1990 — капитан 1 ранга Чулимов А. И.
- 1990—1991 — Книпст А. А.
- 1991 — капитан 1 ранга Бутров С. А.

Командиры других экипажей, служивших на лодке
- 1982-1983 - Гончаров А.И., командир 246-го экипажа
- 1989-1990 - Дьяконов В.И., командир АПЛ К-517
- 1988-1990 - Баранников С.Н, командир 172-го экипажа, затем до 1991 года как командир 532-го экипажа